# パスチャライゼーション

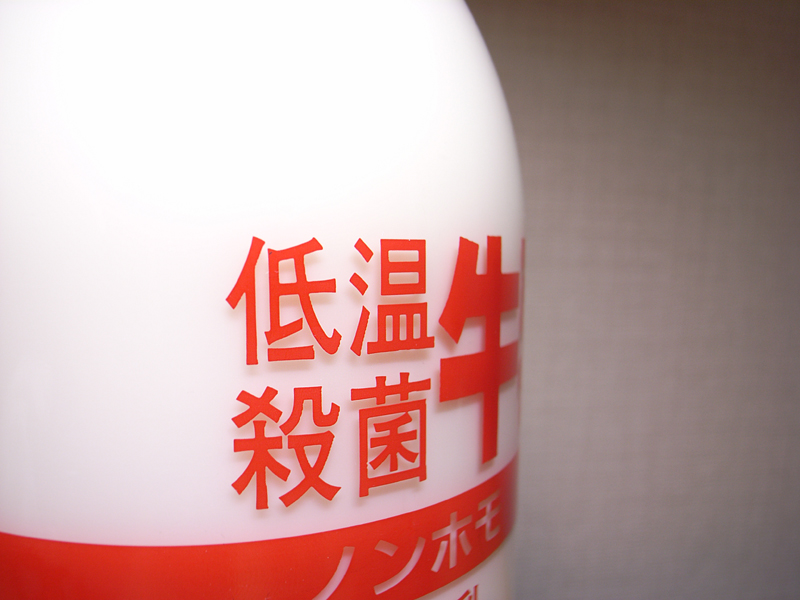
低温殺菌牛乳

パスチャライゼーション（英: pasteurization）とは、食品等の加熱殺菌法のうちで、摂氏100度以下の温度で行う方法をいう。1866年に微生物学の祖であるルイ・パスツールとクロード・ベルナールによって、ワインの殺菌法として最初に導入されたことからパスツールの名をとって命名されている。のちに導入された高温殺菌法（摂氏100度以上で行う）と対比して、低温殺菌法（ていおんさっきんほう）とも呼ばれる。この方法をパストリゼーションと表現する場合もある。
パスチャライゼーションは、微生物を完全に死滅させることではなく、害のない程度にまで減少させることを目的としており、従って一部の耐熱菌は残存しうるため、一般に消費期限は高温殺菌品より短く設定されている。
この方法を用いると、素材の風味を損なわず、ワインやビールなどの醸造酒に含まれるアルコール分を飛ばさずに行うことが可能であり、高温殺菌法と比較して、熱変性などによる品質・風味の変化が抑えられる利点がある。
日本では、パスツールに先立つこと300年も前の1560年頃に日本酒において同じ方法が経験的に生み出され、以来、「火入れ」として行われてきた。
後に牛乳にも応用され、牛乳の風味を損なうことが少ないとして多く採用されている。この方法で殺菌された牛乳はパスツールにちなんで一般に「パスチャライズド牛乳」と呼ばれており、この低温殺菌牛乳には、方法としては次の2つがある。
- 低温保持殺菌（LTLT法）：63度で30分間加熱殺菌する方法。詳細は低温殺菌牛乳の項を参照。
- 高温短時間殺菌（HTST法）：72度から78度で15秒間程度加熱殺菌する方法。

加熱していくと、耐熱菌を除いて微生物は死滅していくが、その死滅温度は60度で10分間ほどである。